# La Mata de Ledesma
La Mata de Ledesma és un municipi de la província de Salamanca a la comunitat autònoma de Castella i Lleó. Limita al Nord amb Doñinos de Ledesma i Villarmayor, a l'Est amb Golpejas i Rollán, al Sud amb Canillas de Abajo i Tabera de Abajo i a l'Oest amb Sando.

## Demografia
| 1991 | 1996 | 2001 | 2004 |
| ---- | ---- | ---- | ---- |
| 177  | 155  | 148  | 137  |